# Сен-Мартен (Франція)
Сен-Мартен (фр. Collectivité de Saint-Martin) — заморська спільнота (collectivité d'outre-mer) Франції у Вест-Індії, яка займає північну частину острова Святого Мартина (південну частину займає Сінт-Мартен, який є самоврядною державою зі значною автономією у складі Нідерландів) і низку прилеглих острівців Карибського моря. Утворена 22 лютого 2007 року. Раніше входила до складу заморського департаменту Гваделупа. Адміністративний центр — Маріго.

## Географія
Сен-Мартен займає північну частину Острова Святого Мартина, який розташований у північній частині навітряної групи Малих Антильських островів, на північному сході Карибського моря, за 260 км від Гваделупи і за 310 км на схід від Пуерто-Рико. Поруч розташовуются інші невеликі острови: Сінт-Естатіус (за 60 км), Саба (за 50 км), Сен-Бартелемі (за 35 км) і Ангілья (за 30 км). Загалом Сан-Мартен має площу 53,2 км² та включає в себе декілька навколишніх острівців, найбільший з яких Тінтамаре має площу 1,2 км².

Топографічна мапа Острова Святого Мартина

Сен-Мартен створений вулканічними породами, горбистий, має багато пагорбів, як-от пік Параді (424 м), гора Карета (401 м), Флагстаффе (390 м), гора Франція (387 м), Аккордс (322 м) Маріго Хілл (307 м), O'Рейлі. Між пагорбами розташовані долини Коломбьє, Каретта, Гранд Фонд, Моха, Петі-Фонд, Джонс-Гут тощо. А також рівнини — Беллев'є, Ла Саванна, Конкордія Куартьє Орлеанс. Берегова лінія обрамлена затоками і закритими бухтами, частина яких перекрита греблями і перетворена на соляні озера. Найбільша лагуна, Сімпсон Бей, розташована на заході Сен-Мартена. На Сен-Мартені розташовано багато пляжів з білосніжним піском. Основні пляжи з боку Карибського моря: Лонг Бей, Байо-Руж, Анс, Хеппі Бей, Гранд Казе, Анс Марсель, з боку Атлантичного океану — Іст Бей, Бей Роти.
На Сен-Мартені розташовані солені ставки де раніше видобували сіль, це Гішар, Гранд Казе, Шевріз, Кул де Сак. Вони були створені шляхом руйнування мангрових чагарників. Сьогодні практично нічого не залишилось від первісних мангрових чагарників, які до втручання людини були широко поширені. Джерела прісної води немає. На Сен-Мартені є заповідник який складається з 2687 га морської території та 173 га наземної, включає в себе східну частину Сен-Мартена де збереглись мангрові чагарники, також у нього входять навколишні острівці, включаючи Тінтамаре.
Маріго є основним містом, а також столицею. Воно розташовано на заході Сен-Мартена на всій піщаній смузі між затокою і лагуною Сімпсон-Бей. Інші містечка розташовані на низинах біля узбережжя, але поступово заселяються і схили.

### Клімат
Сен-Мартен розташований у тропічній кліматичній зоні поруч з міжтропічною зоною. Клімат тропічний, завдяки пасатам має достатню вологість. На Сен-Мартені переважно сонячна погода з приємною прохолодою через морський бриз тримається увесь рік. Взимку температура повітря становить +27 °С, влітку — близько 32 °С. Річна норма опадів становить 1150 мм. Максимум опадів — з вересня по листопад, під час яких відзначається вісім дощових днів на місяць. Найсухішим вважається час з лютого по квітень, коли кількість дощових днів досягає трьох на місяць. Острів розташований в смузі пасатів і ураганів. Температура поверхні моря біля Сен-Мартена, відрізняється завидною постійністю між 25 °С і +28 °C. Найсприятливіший час для туристів — з середини грудня до кінця квітня.

### Флора і фауна

#### Флора
До колонізації Сен-Мартена європейцями він був весь покритий рослинністю, але внаслідок розвитку сільського господарства, створення пасовищ шляхом спалювання дерев та рослин, а також вирубування для палива, майже вся первинна рослинність була знищена. У сучасності не в урбанізованих районах, переважно на пагорбах, поширена ксерофітна рослинність, а саме акація. На рівнинах переважно савани з високою Гвінейською травою (Panicum maximum). Ростуть лісові дерева — акація, Залізне дерево та його різні види.

#### Фауна

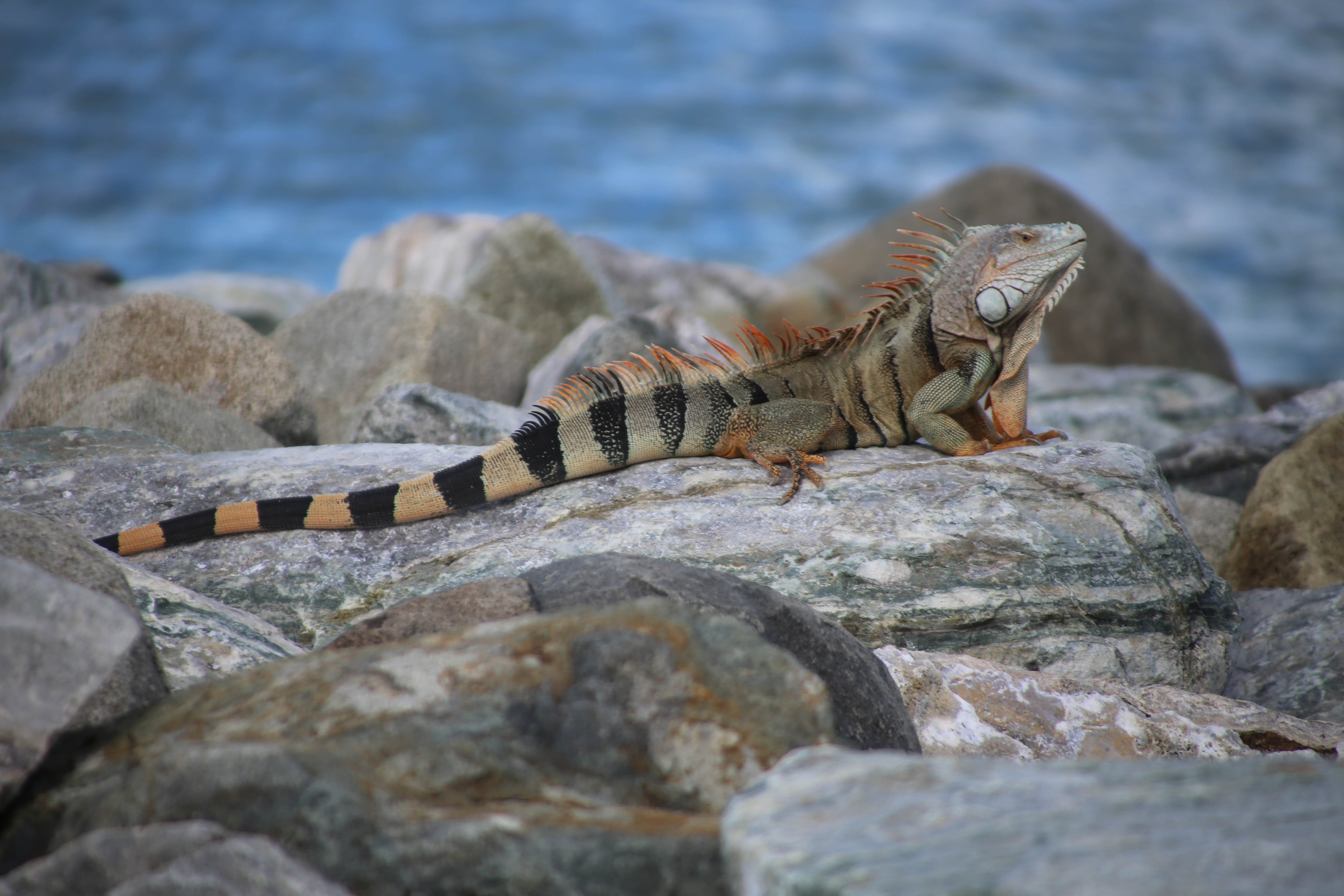

Фауна ссавців складається з кажанів (8 видів — Artibeus jamaicensis, Ardops nichollsi, Monophyllus plethodon, Brachyphylla cavernarum, Molossus molossus, Tadarida brasiliensis, Natalus stramineus, Noctilio leporinus), єнотів, мангустів, щурів і мишей. Знайдені рештки вимерлого виду гігантського гризуна Amblyrhiza inundata, який важив 50-200 кг.
Птахів близько 100 видів (морських, прибережних, наземних).
З рептилій зубчата черепаха, ящірки, гекони, 2 види невеликих неотруйних змій. З земноводних 2 види жаб.
Як і скрізь на землі, на Сен-Мартені є членистоногі, включаючи комах яких є багато видів. Найпомітніші метелики. Також є 4 види комарів, які є шкідливими для людини і можуть переносити хвороби. Також є оси.

## Історія

### Рання історія

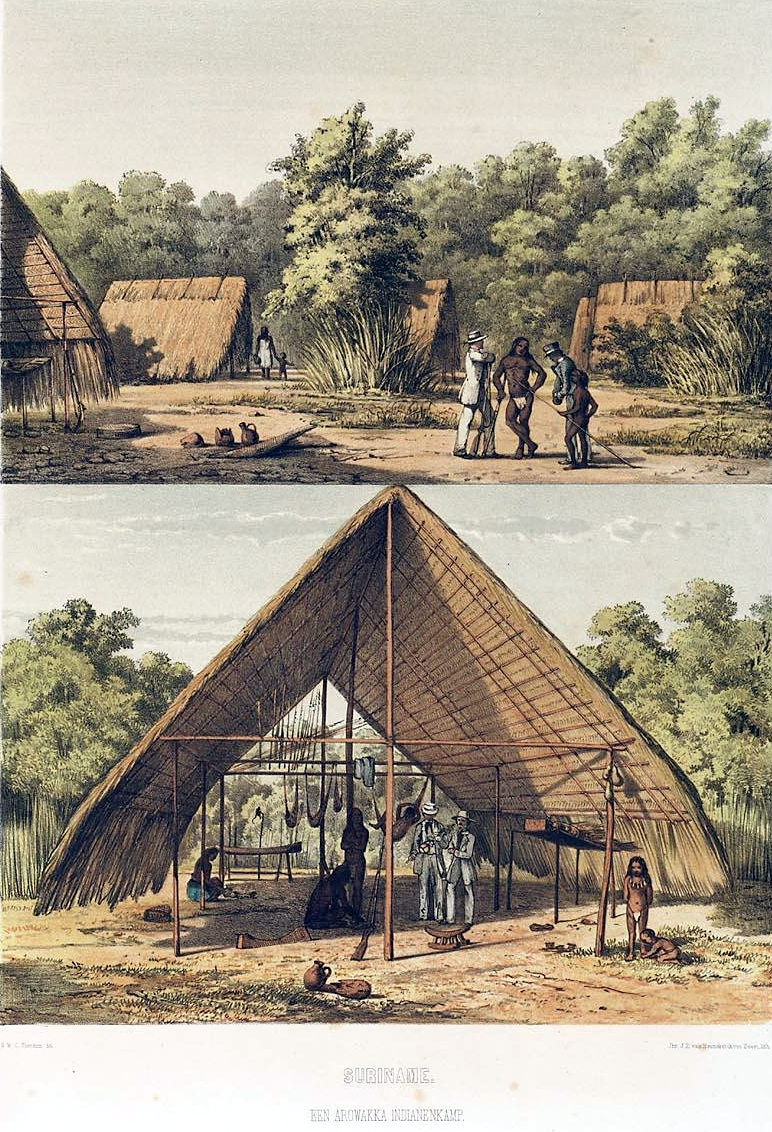
Традиційне житло араваків

Перші археологічні знахідки присутності людини на Острові Святого Мартина датуються приблизно 1500 до н.е.. Ймовірно це були племена сібонеї які розмовляли аравакською мовою.
Близько 800 року н. е. з басейна Ориноко в Південній Америці на острів мігрувала інша група араваків. Вони жили в селах де будували будинки з солом'яними дахами, які були достатньо міцними щоб опиратися бурям. Основою їх життя було сільське господарство та рибальство. В південній частині острова були нашарування солі, яку видобували індіанці. Через це вони називали острів «Sualouiga», що означало «сіль землі», також індіанці називали острів «Землею жінок».
Згодом на острові почали з'являтися індіанці з того ж регіону з якого свого часу переселилося тодішнє населення. Це були войовничі племена кариби. Вони винищили чоловіків араваків і змішалися з місцевими жінками. Згодом у індіанців було дві мови, одна у чоловіків, а інша у жінок яка передавалася з покоління в покоління. Коли європейці відкрили Новий світ, кариби майже повністю витіснили араваків з острова.

### Колоніальна ера
У 1493 році, під час другої експедиції Христофора Колумба в Новий світ, він відкрив острів і назвав його Острів Сен-Мартин («Isla de San Martín»), тому що цей день, 11 листопада, був день Святого Мартина Турського. Але іспанці не обживали острів і не надавали йому серйозного значення. Пізніше Франція та Нідерланди почали цікавитися островом. Французи хотіли колонізувати острови між Тринідадом і Бермудськими островами. Нідерландці ж знайшли в острові зручне розташування на півдорозі між колоніями Новий Амстердам (нинішній Нью-Йорк) і Бразилія. Перше французьке поселення виникло в 1624 році, яке складалося з переселенців з острова Сент-Кіттс. Вони почали вирощувати тютюн. У 1626 році капітан П'єр Белен сьє д'Еснамбюк за наказом кардинала Рішельє створив Товариство Святого Христофора, якому було доручено освоєння французьких колоній в Карибському морі. Експедиція вирушила з Гавра в 1627 році. Серед екіпажу був і Клод де Белен, капітан міліції, та перший офіційний правитель Сен-Мартена.
Коли на Острові Святого Мартина налагодили виробництво солі, тютюну та іншого іспанці зацікавились островом. У цей час в Європі вирувала Вісімдесятирічна війна між Нідерландами та Іспанією та іншими країнами. Іспанці вирішили захопити острів і в 1633 році висадились і взяли контроль майже над усім островом. Вони побудували форт та закріпились на острові. Голландці декілька разів намагалися повернутися на свою територію та всі спроби були невдалими. Французи ж, незважаючи на перебування на півдні острова іспанців, на сході продовжували вирощувати тютюн. У 1648 році Іспанія програла Вісімдесятирічну війну, а іспанський гарнізон залишив острів.

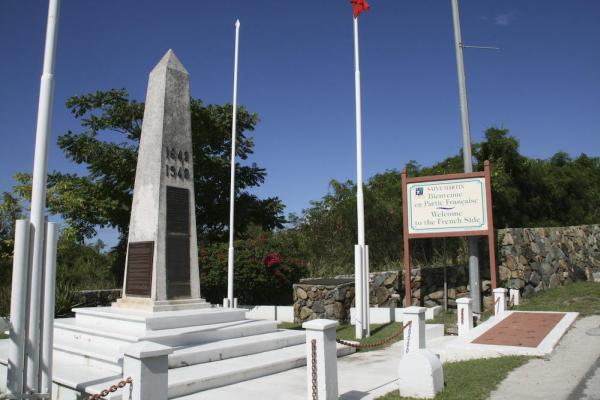
Пам'ятний знак на честь 300-ліття розподілу острова

Коли іспанці звільнили острів французькі поселенці з острова Сент-Кіттс почали заселяти Острів Святого Мартина. Водночас нідерландці з острова Сінт-Естатіус також почали переселятися на острів. Після деякого початкового конфлікту, обидві сторони зрозуміли, що ніхто не піде на поступки. Віддаючи перевагу уникненню нової війни, вони вирішили мирно поділити острів на дві частини.
Згідно з легендою, щоб поділити острів, представнику від кожної етнічної громади було запропоновано рухатися в протилежні сторони, там де вони зустрінуться, обійшовши острів, там і буде проведена межа. Спритний француз пройшов більше, і Франції дісталося 3/5 острова. Але насправді Франція мала більший флот і за угодою 23 травня 1648 року їм дісталося більша територія — 53 км², голландцям дісталося 34 км². Тим не менш надалі було багато конфліктів щодо кордону, допоки в 1839 році кордон не був остаточно поділений і має такий вигляд донині. З цієї нагоди у 1948 році на кордоні був розміщений пам'ятний знак про 300-ліття розподілу острову. Також в XVIII—XIX на острів декілька разів висаджувались англійці та окупували його. З новими розробками вирощування бавовни, тютюну, цукру та видобування солі на острів було завезено багато рабів. Та 12 липня 1848 року на французькій стороні острова було скасовано рабство. Поступово Сен-Мартен почав втрачати своє вигідне географічне становище і втрачав прибутки. Тому 11 лютого 1850 рада Гваделупи, якій підпорядковувався Сен-Мартен, надала йому статус вільного порту, де митні збори не стягувалися.

### Сучасна історія
В 1960-х роках на Сен-Мартені почався розвиток туризму. Була проведена електрифікація, побудований завод з опріснення води, в 1972 році побудували аеропорт, налагодили трансляцію телебачення та радіо. У 1985 році Сен-Мартен зробили зоною безмитної торгівлі. Інвестори почали приходити на острів та будувати готелі, кафе, магазини тощо. 16 грудня 1989 року на Сен-Мартені відбулась зустріч президентів Франції Франсуа Міттерана та Сполучених Штатів Джорджа Буша-старшого. 7 грудня 2003 року на Сен-Мартені був проведений референдум, 76,17 % голосів проголосувало за відокремлення від Гваделупи в окрему адміністративну одиницю. А 15 липня 2007 року рішення вступило в силу.

## Населення

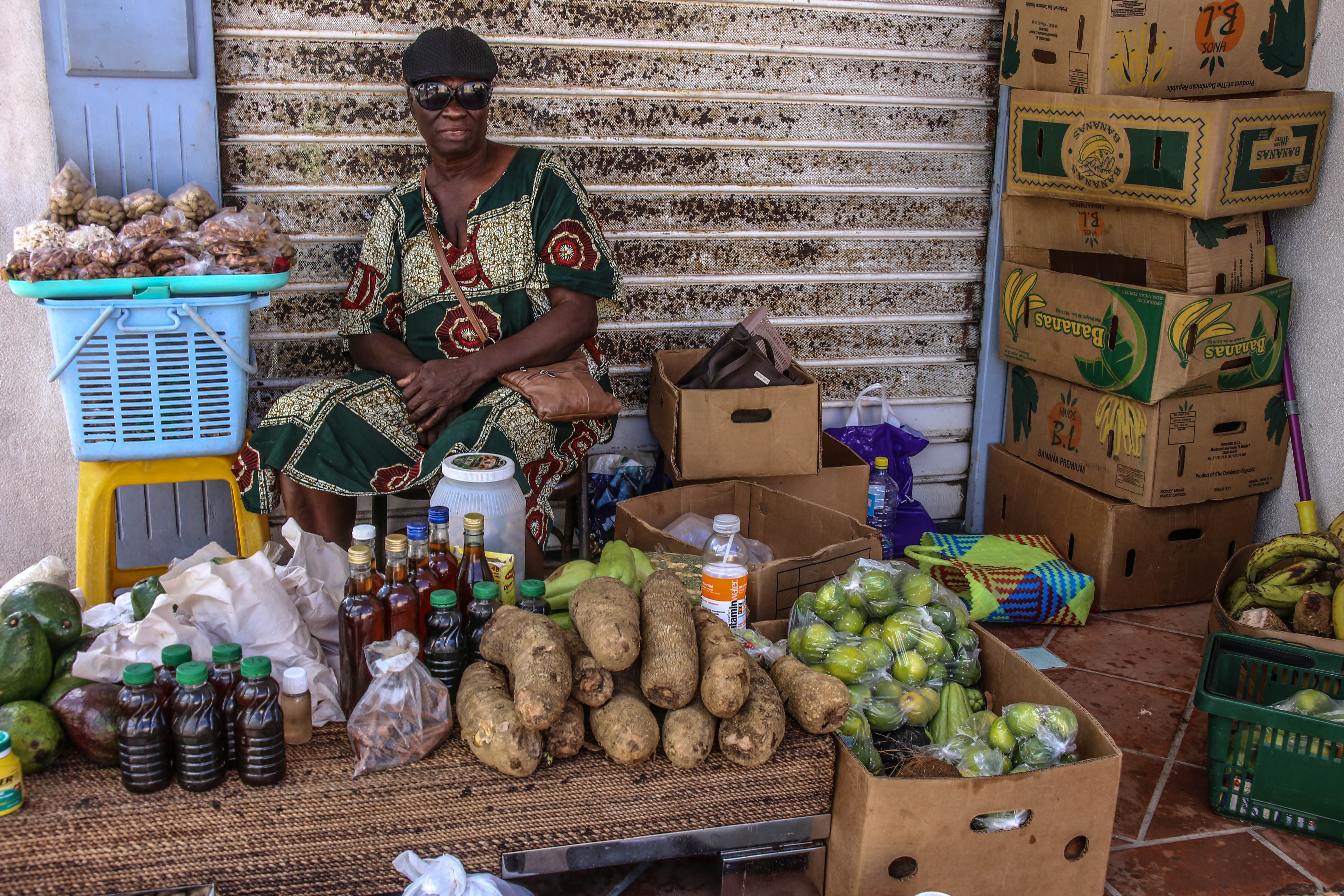
Вуличний торгівець
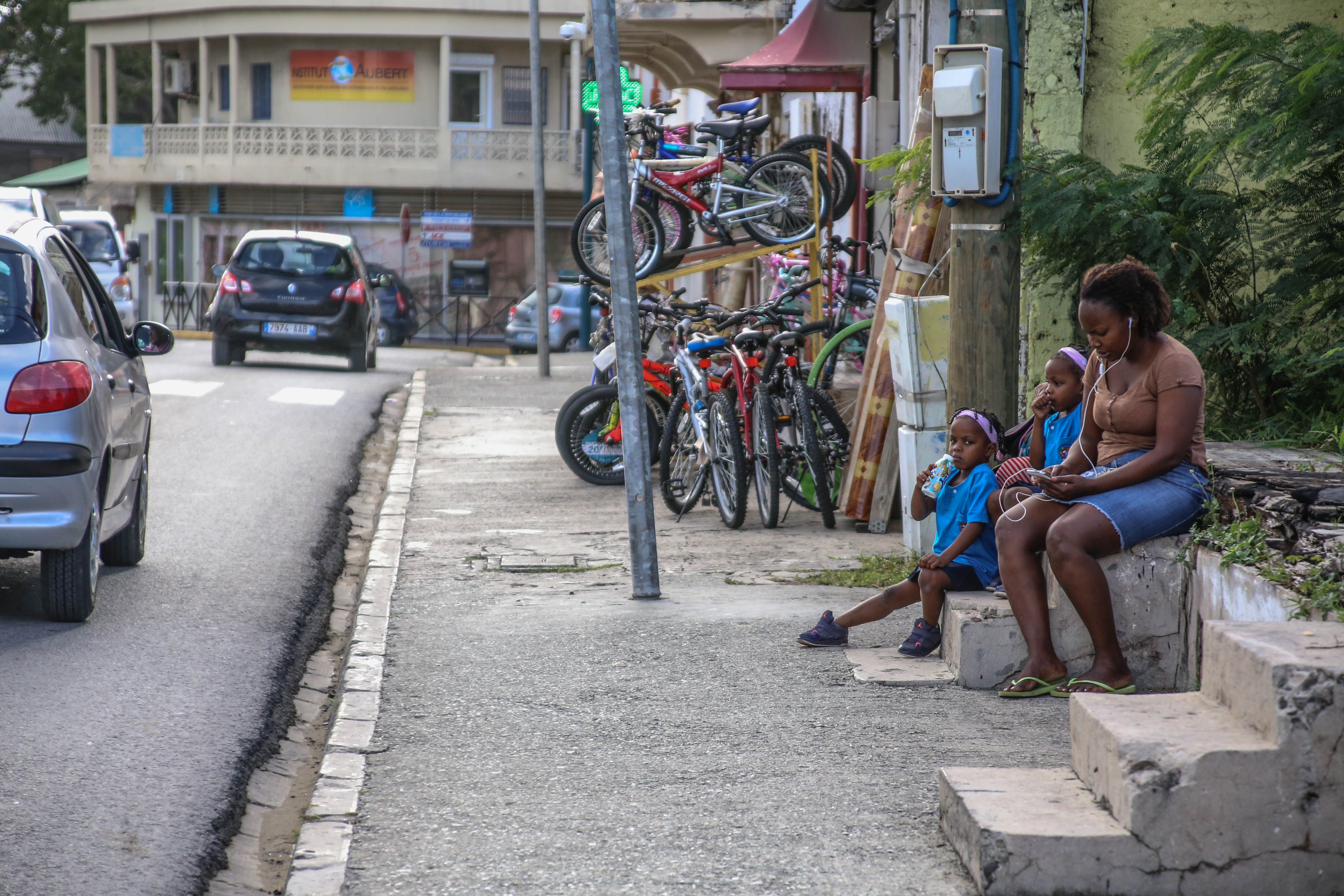
Місцеві жителі
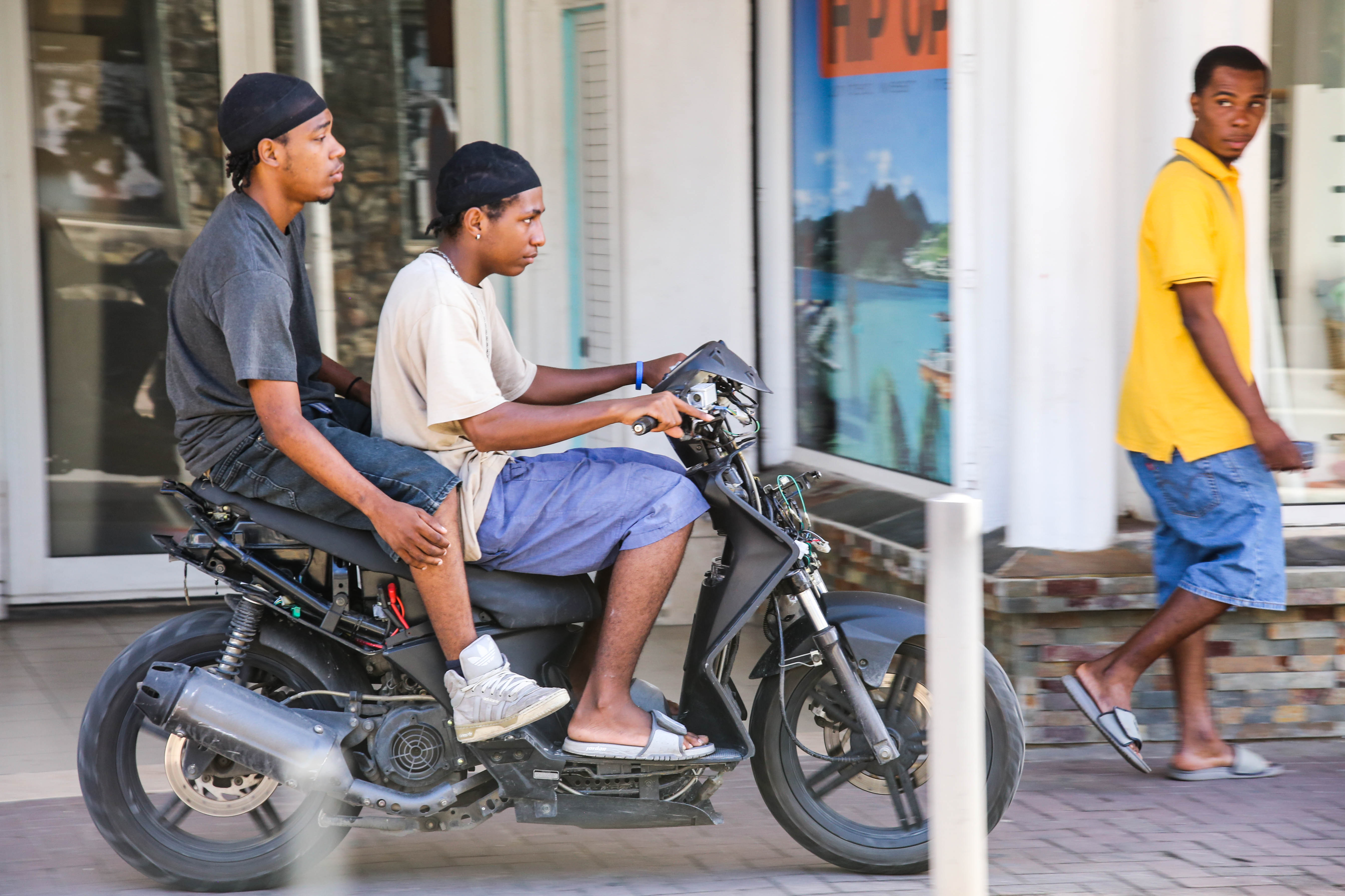

Чисельність населення — 30,2 тис. (оцінка на липень 2010 року).
Етно-расовий склад: креоли (мулати), негри, Гваделупської метиси (франко-індійського походження), білі, індійці.
Мови: французька (офіційна), багато хто також володіє англійською, голландською, патуа (креольська на основі французької), іспанською, папиаменто (креольська на основі голландської).
Релігії: в основному католики, а також свідки Єгови, протестанти, індуїсти.

## Економіка

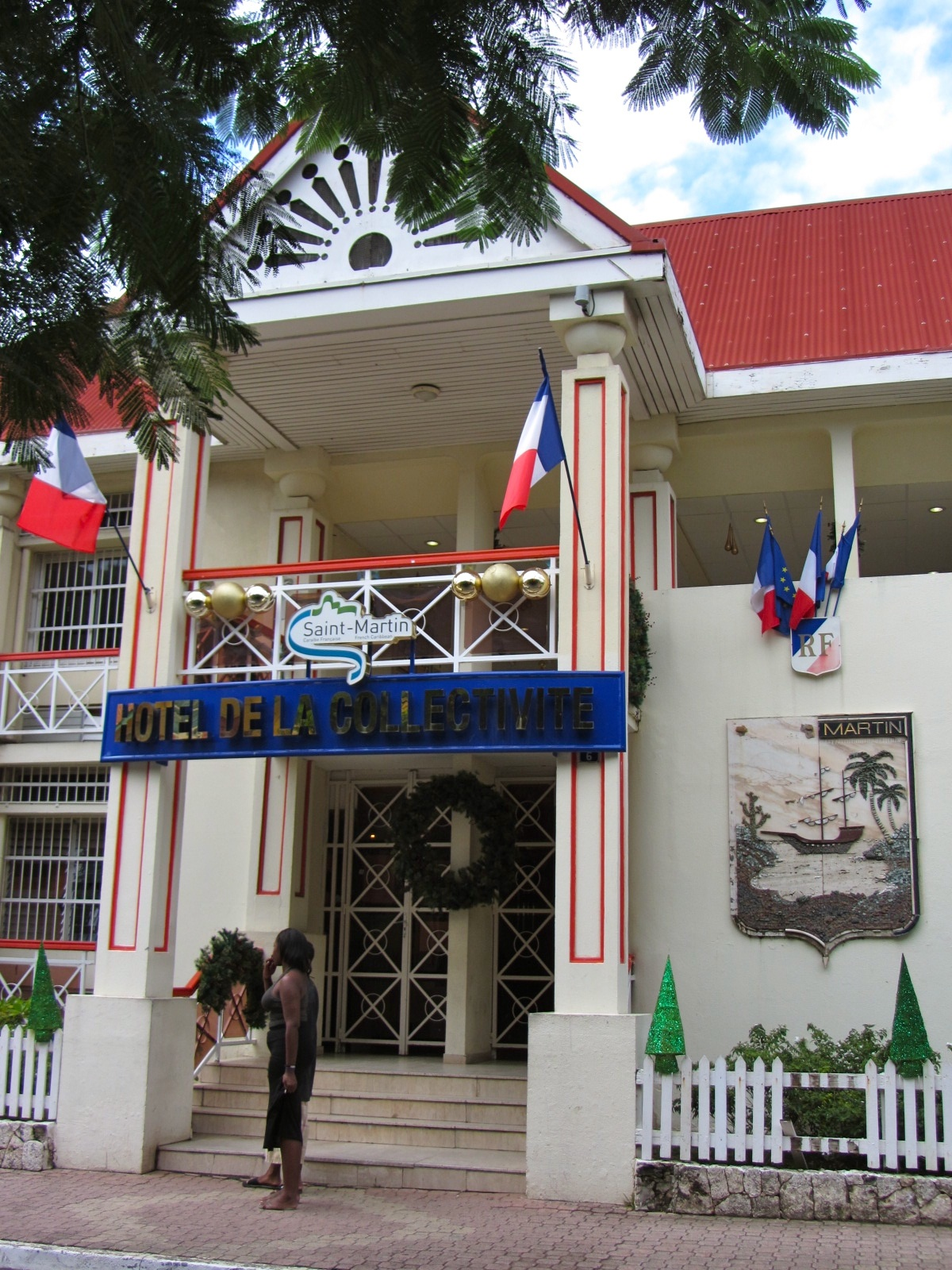
Готель
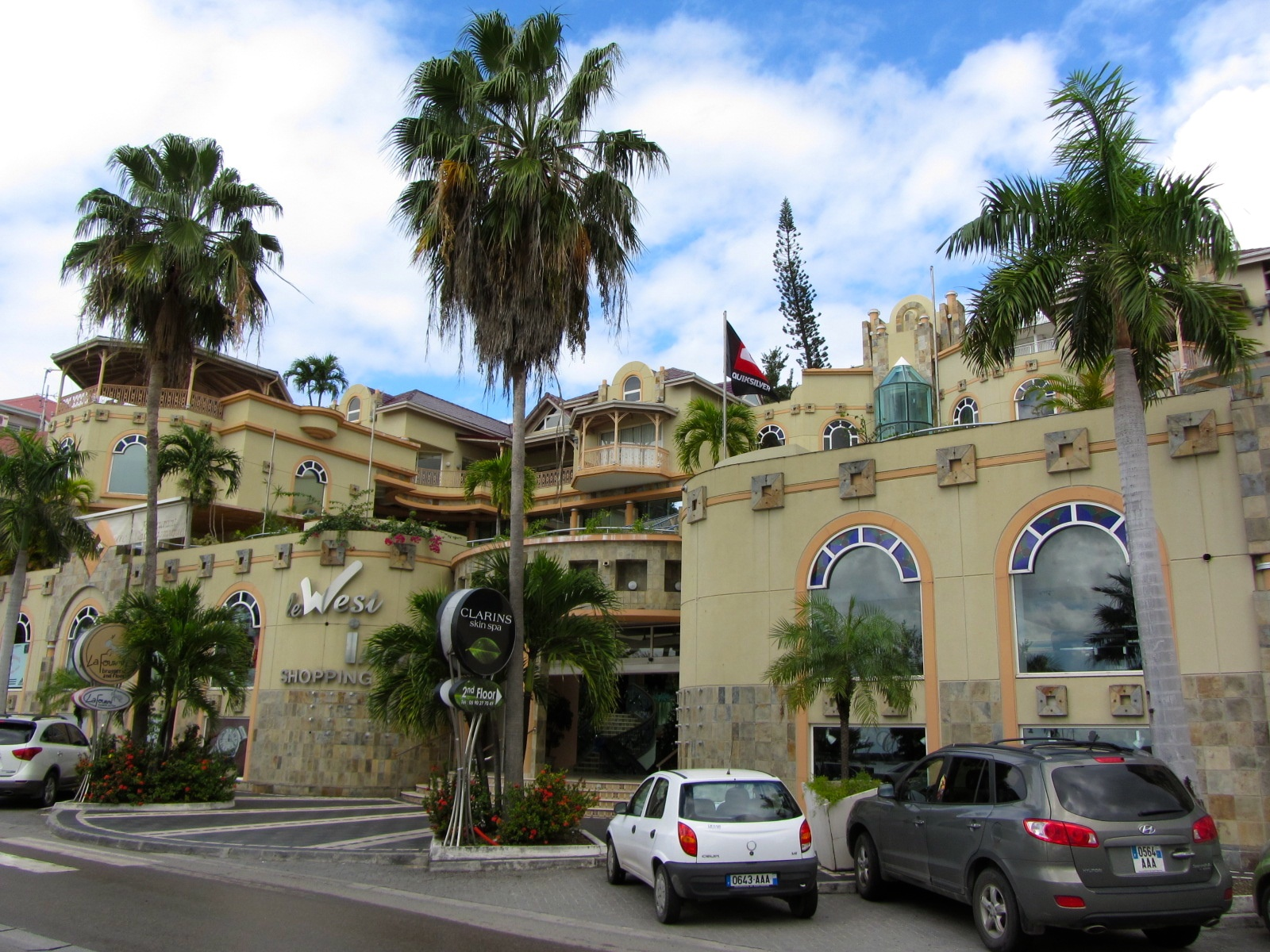
Торговий центр
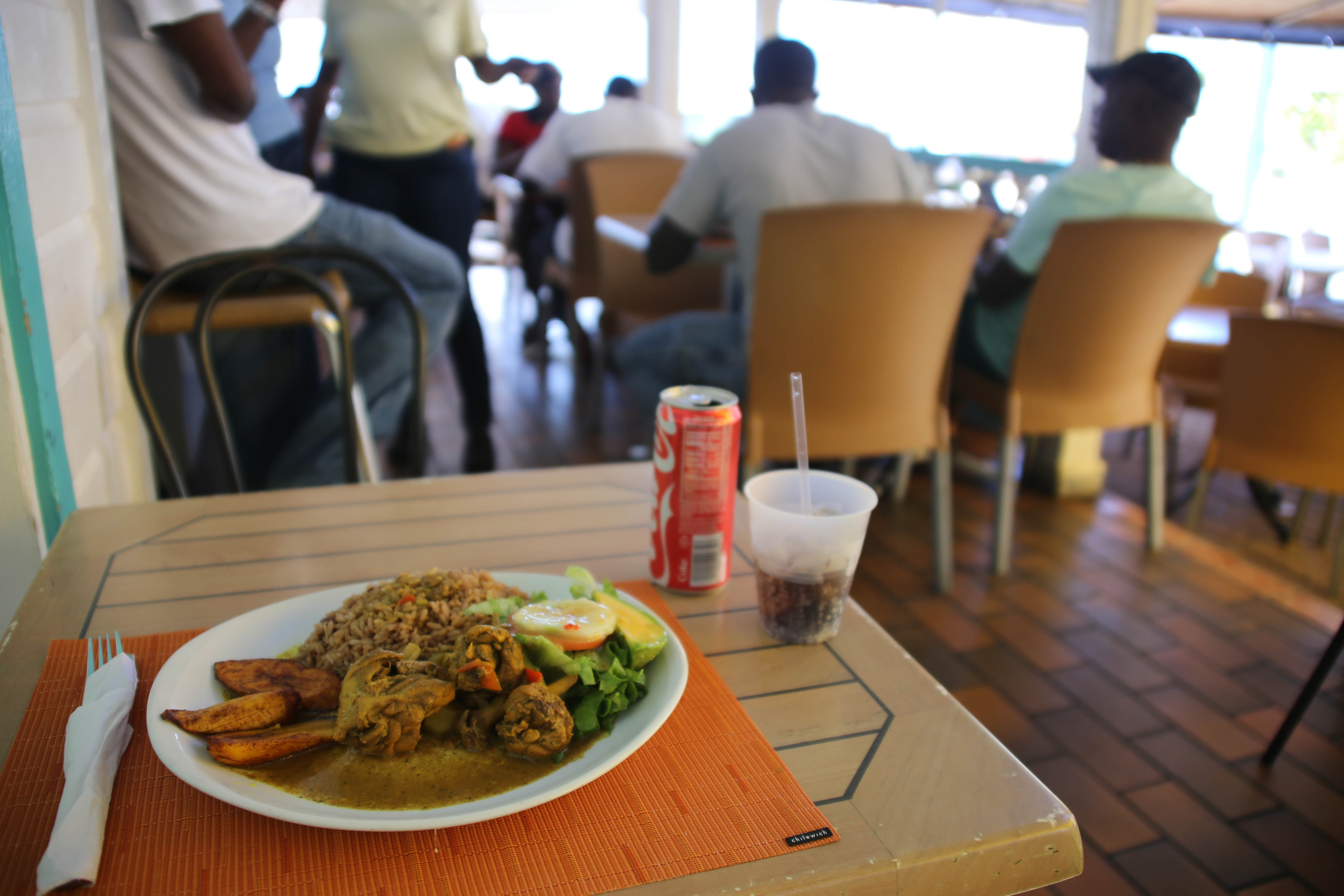
Місцева кухня
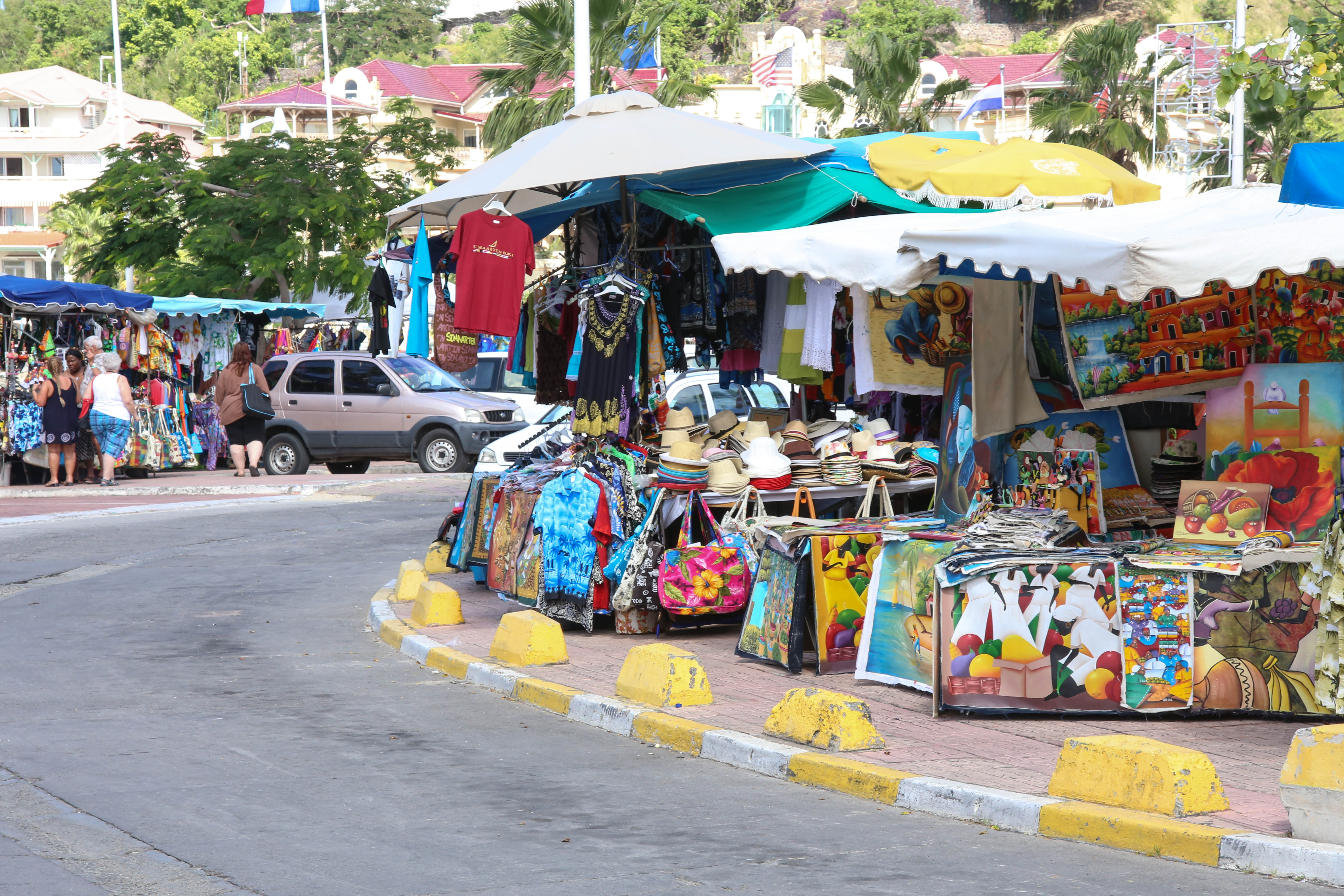
Базар

Господарська діяльність концентрується на обслуговуванні туристів.
Сільське господарство не розвинене через відсутність джерел прісної води, в невеликих масштабах ведеться рибальство.
Практично все продовольство, а також промислові товари та паливо імпортуються.

## Галерея

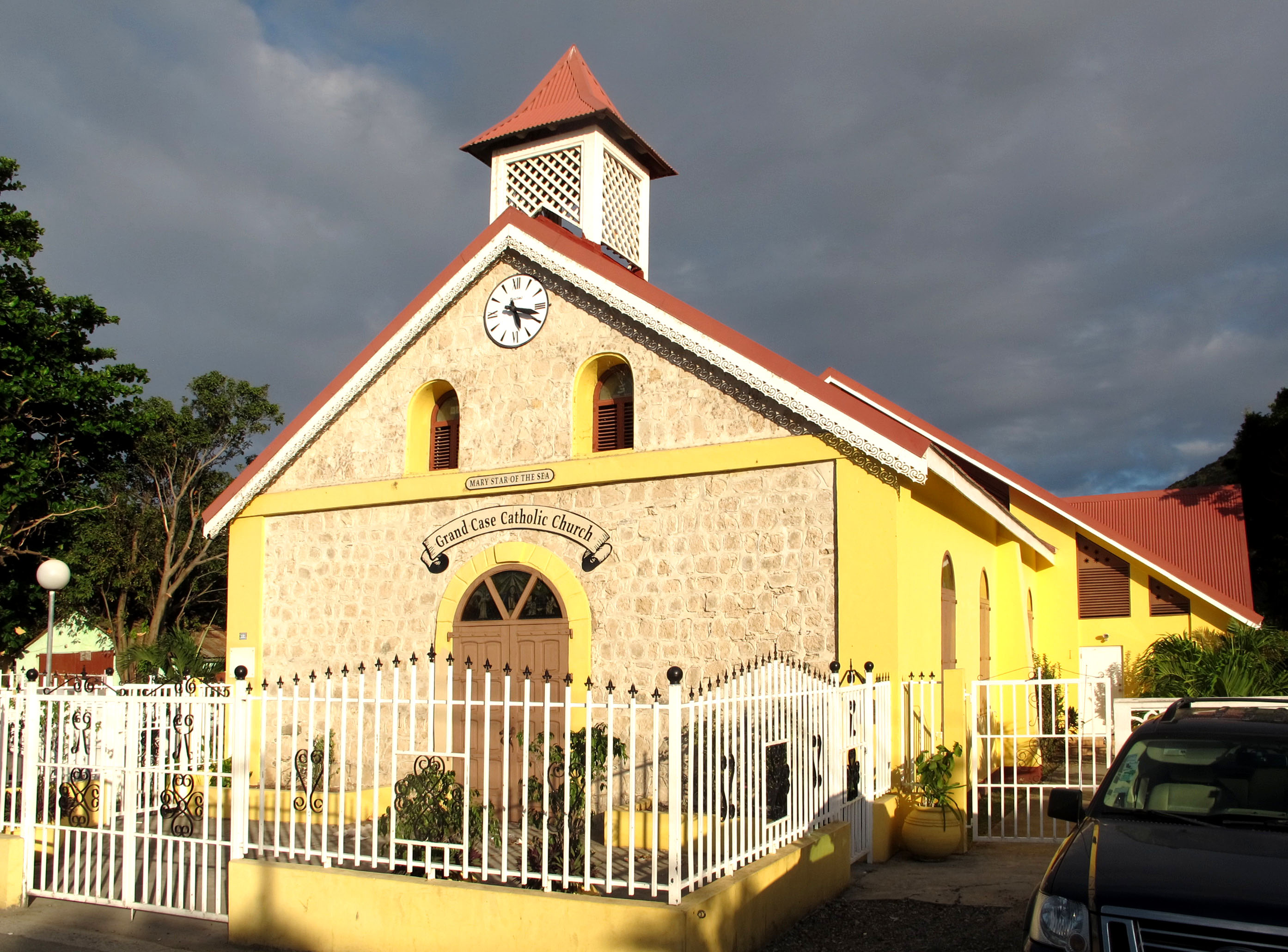
Католицька церква
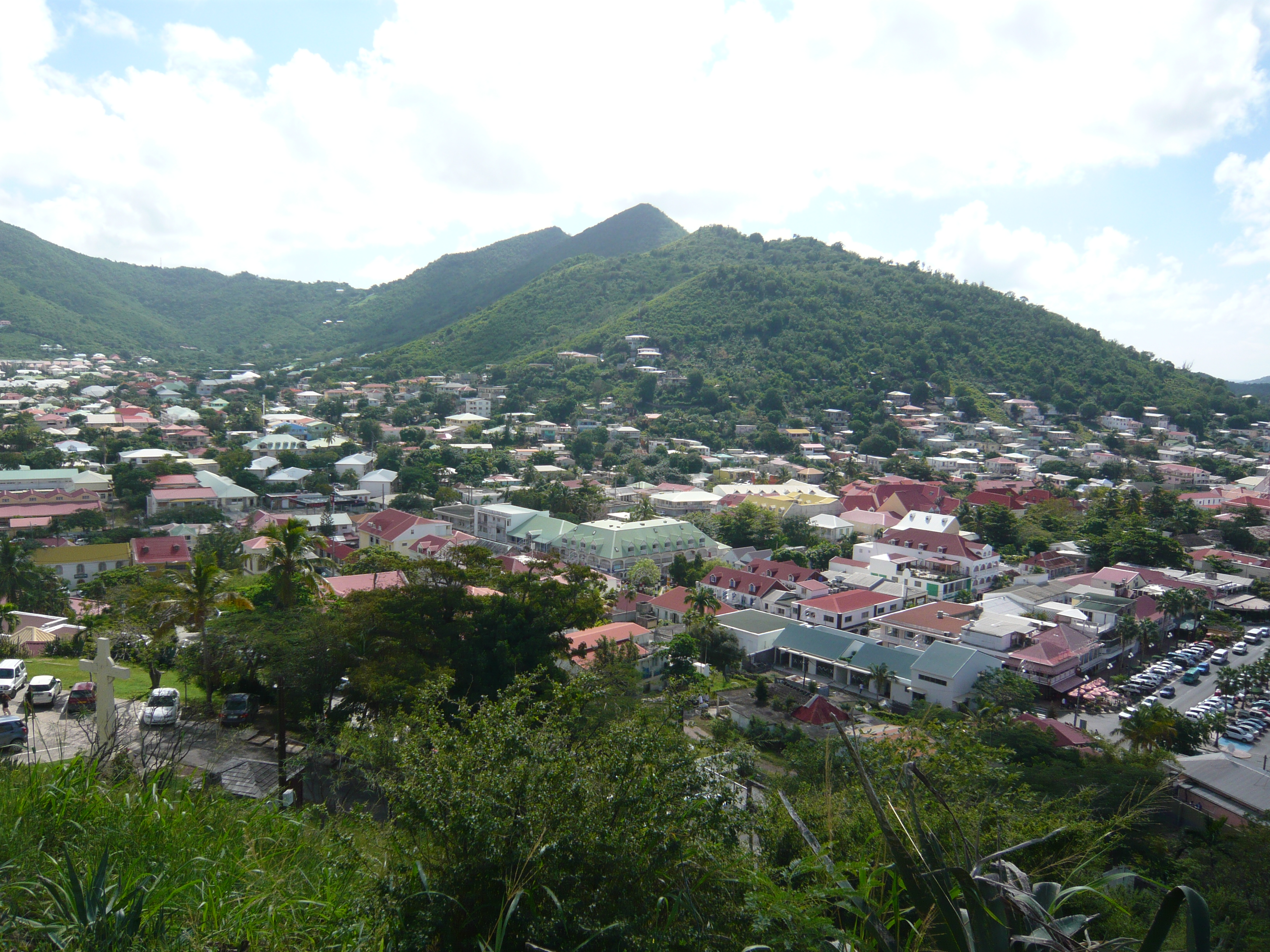
Столиця Маріго
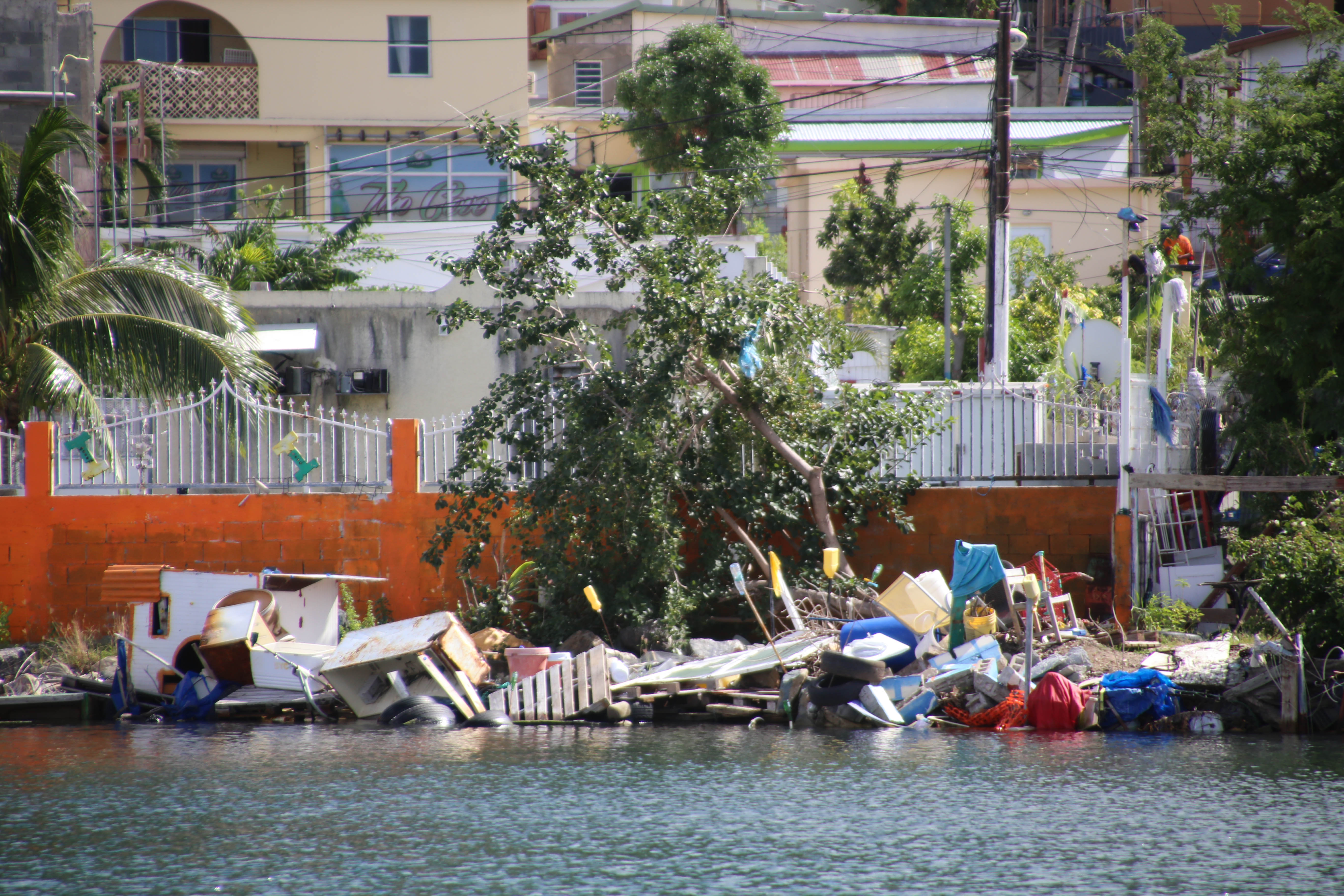
Смітник біля моря
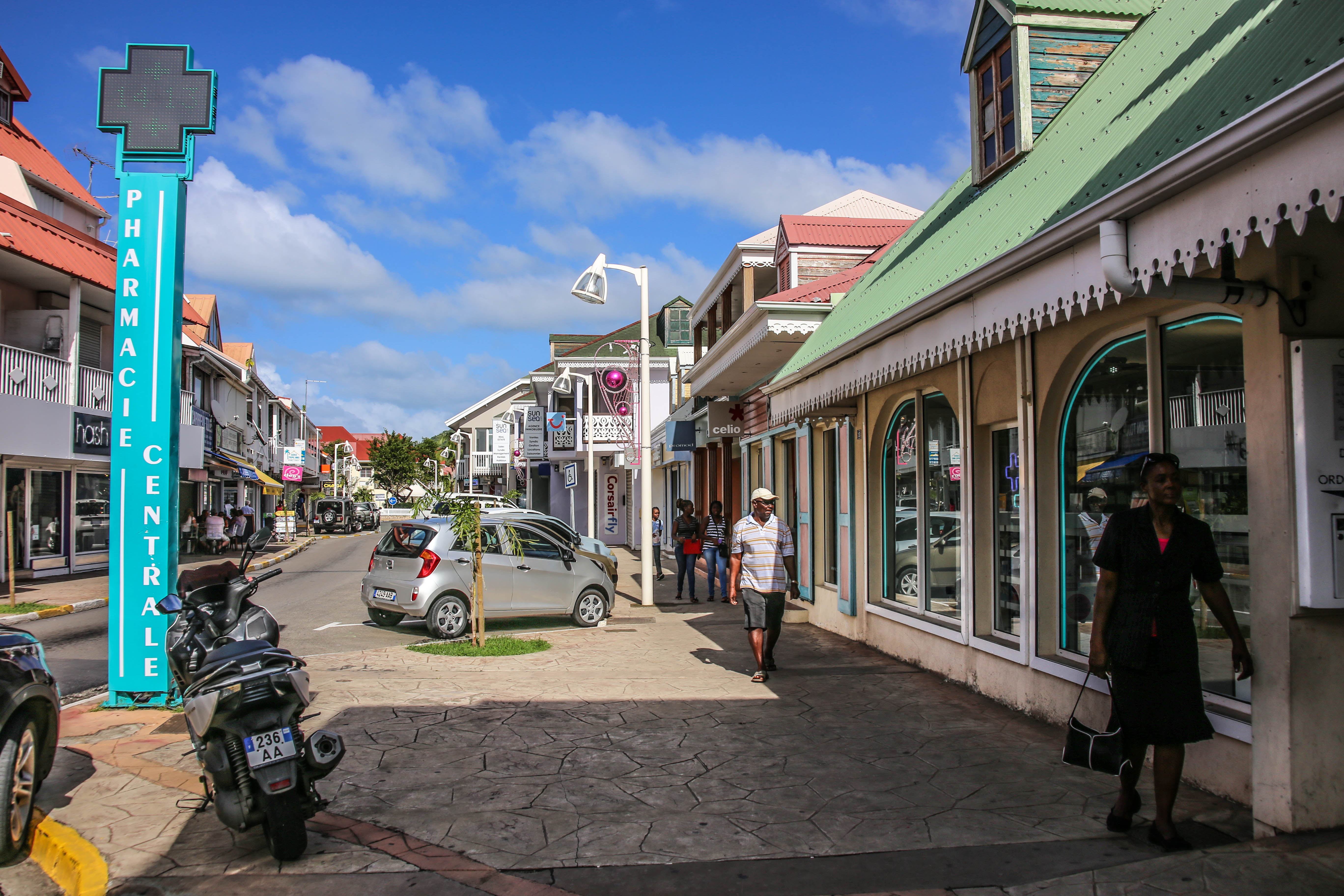
Аптека
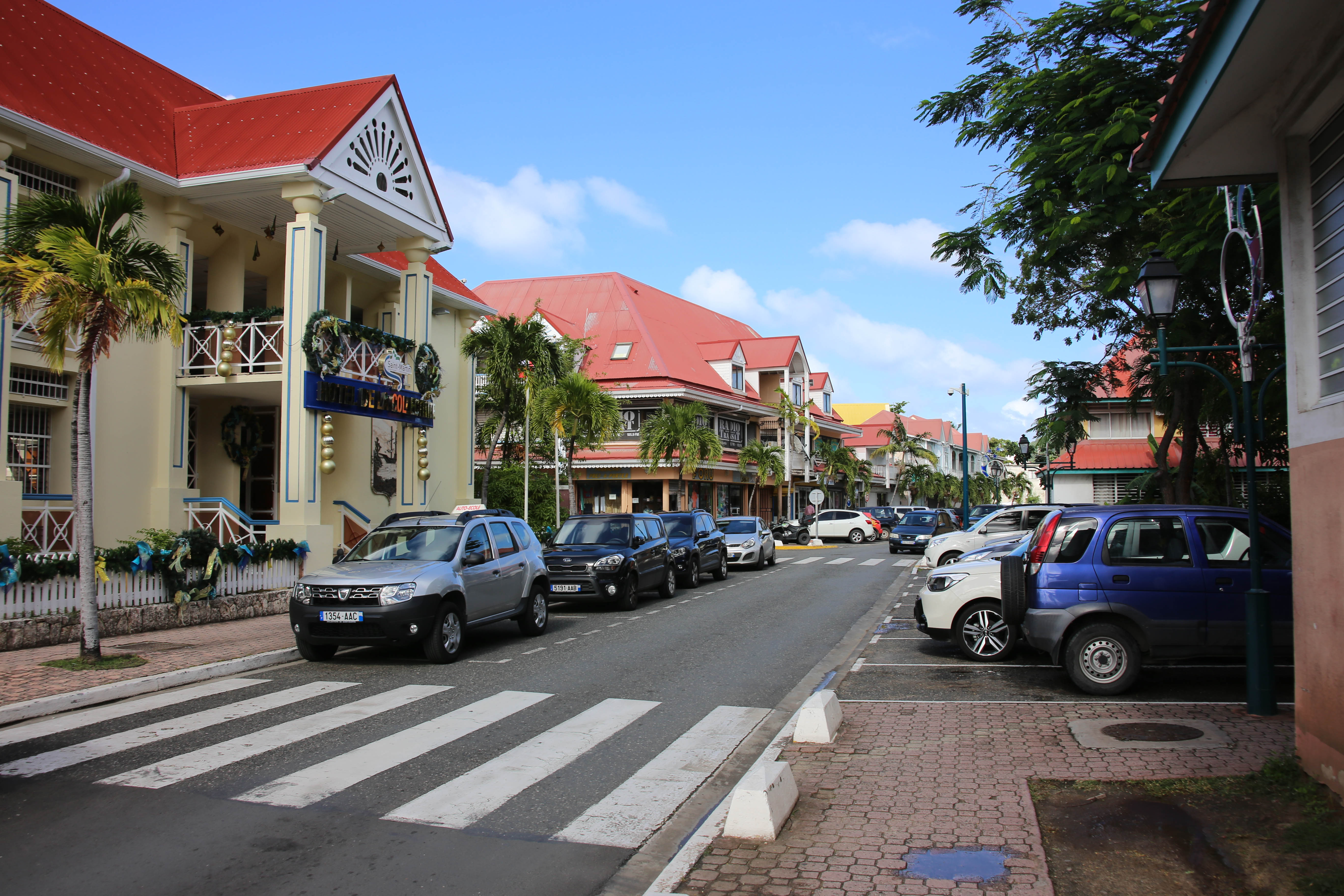